# Beuchte
Beuchte ist ein Ortsteil der Gemeinde Schladen-Werla.

## Geografie
Beuchte liegt 4,5 km südwestlich von Schladen an der Bundesstraße 82 und etwa 24 km südlich der eigenen Kreisstadt Wolfenbüttel entfernt. In unmittelbarer Nähe liegt der Harly-Wald.

## Geschichte
Der bereits seit Jahrhunderten bestehende Buchenwald wird zur Namensgebung der sich angrenzenden Siedlung beigetragen haben. Wie anderswo auch verändert sich der Ortsname „Bokethe“ (Buchenstätte) über die Zeiten in Bochede, Buchede und Bokede. Erstmals erwähnt wird der Ort in einer Urkunde vom 2. Juni 1174, in der die Kirche von Bokethe zum Eigentum des Klosters Heiningen wird. Sein tatsächliches Alter wird um einiges höher liegen. Die Namensformen mit den Endungen „ithe“ und „de“, wie bei den umliegenden Ansiedlungen Gelithe (Gielde), Lengithe (Lengde), Thornite (Döhren) oder Hetlede (Hetelde, Wüstung) begründen diese Annahme. Auch erwähnenswerte Grabbeigaben aus Gräbern nahe der Oberen Schierksmühle (u. a. die Beuchter Runenfibel) unterstreichen eine frühe Besiedlung der Gegend.
Seit der Verwaltungs- und Gebietsreform am 1. März 1974 gehörte Beuchte zur niedersächsischen Gemeinde Schladen im Landkreis Wolfenbüttel. Mit der Umwandlung der Samtgemeinde Schladen in eine Einheitsgemeinde am 1. November 2013 wurde der Ort ein Ortsteil der Gemeinde Schladen-Werla.

### Einwohnerentwicklung
| Entwicklung | Jahr | Einwohner | Bemerkungen |
| --- | ---- | --------- | ----------- |
| Die zur Anzeige dieser Grafik verwendete Erweiterung wurde dauerhaft deaktiviert. Wir arbeiten aktuell daran, diese und weitere betroffene Grafiken auf ein neues Format umzustellen. (Mehr dazu) | 2003 | 385       | zum 30.09.  |
| Die zur Anzeige dieser Grafik verwendete Erweiterung wurde dauerhaft deaktiviert. Wir arbeiten aktuell daran, diese und weitere betroffene Grafiken auf ein neues Format umzustellen. (Mehr dazu) | 2006 | 410       | zum 30.09.  |
| Die zur Anzeige dieser Grafik verwendete Erweiterung wurde dauerhaft deaktiviert. Wir arbeiten aktuell daran, diese und weitere betroffene Grafiken auf ein neues Format umzustellen. (Mehr dazu) | 2015 | 356       | zum 30.06.  |
| Die zur Anzeige dieser Grafik verwendete Erweiterung wurde dauerhaft deaktiviert. Wir arbeiten aktuell daran, diese und weitere betroffene Grafiken auf ein neues Format umzustellen. (Mehr dazu) | 2016 | 365       | zum 31.05.  |
| Die zur Anzeige dieser Grafik verwendete Erweiterung wurde dauerhaft deaktiviert. Wir arbeiten aktuell daran, diese und weitere betroffene Grafiken auf ein neues Format umzustellen. (Mehr dazu) | 2017 | 360       | zum 30.04.  |
| Die zur Anzeige dieser Grafik verwendete Erweiterung wurde dauerhaft deaktiviert. Wir arbeiten aktuell daran, diese und weitere betroffene Grafiken auf ein neues Format umzustellen. (Mehr dazu) | 2018 | 357       | zum 31.05.  |

* Näherungswert

Quelle:  2003 und 2006, ab 2015

## Kultur und Sehenswürdigkeiten
Die Runenfibel von Beuchte ist eine Grabbeigabe aus dem 6. Jahrhundert und eines der ältesten Dokumente der norddeutschen Schriftgeschichte.